# جيف أوفرتون
جيف أوفرتون (بالإنجليزية: Jeff Overton)‏ هو لاعب غولف أمريكي، ولد في 28 مايو 1983 في إيفانسفيل في الولايات المتحدة.

## وصلات خارجية
- الموقع الرسمي
- جيف أوفرتون على موقع رابطة لاعبي الغولف المحترفين (الإنجليزية)
- جيف أوفرتون على موقع التصنيف العالمي الرسمي للغولف (الإنجليزية)